# Spinna B-ILL
Spinna B-ILLは日本のシンガーソングライター。

## 来歴
2002年、レゲエ、ソウル、ファンク、R&B、をベースとしたバンド "Spinna B-ill & the cavemans" で活動を開始。「フジロックフェスティバル」、「横浜レゲエ祭」などをはじめとする数々のフェスに出演し、「ライオンの子」でレゲエリスナーの圧倒的支持を得るが、2005年に惜しまれつつ解散。
その後 シンプリー・レッドのギタリスト鈴木賢司との活動を経て、2006年以降はソロシンガー “Spinna B-ILL” として活動中。
日本人離れした声と歌唱力で、レゲエ、ソウル、ファンク、ヒップホップなどをベースにした音楽を多彩に歌いこなす。

## ディスコグラフィー

### マキシシングル
- 2002年「まっすぐに」Spinna B-ill & the cavemans  AARON FIELD
- 2004年「ライオンの子」Spinna B-ill & the cavemans  AARON FIELD

### アルバム
- 2002年「Humarhythm」Spinna B-ill & the cavemans  AARON FIELD
- 2003年「サントラ」Spinna B-ill & the cavemans  AARON FIELD
- 2004年「Reggae Train」Spinna B-ill & the cavemans  AARON FIELD
- 2005年「LIVE!!」Spinna B-ill & the cavemans  AARON FIELD
- 2005年「Real Groove」Spinna B-ill & the cavemans  AARON FIELD
- 2005年「Last Groove」Spinna B-ill & the cavemans  AARON FIELD
- 2005年9月22日 「STAY LONGER」Spinna B-ILL meets Kenji Jammer Burger Inn Records, Virgin – TOCT-25769[1]
- 2006年6月21日「ST-ILL GROWING」Spinna B-ILL Burger Inn Records, Virgin – TOCT-26032[2]
- 2007年10月3日「RE:PROGRAM」Spinna B-ILL 3d system
- 2009年7月22日「STAY LONGER」Spinna B-ILL meets Kenji Jammer AARON FIELD
- 2009年9月18日「STAND ALONE」Spinna B-ILL ファイルレコード
- 2015年1月14日「ROMANTIK NOISE」Spinna B-ILL NEXT LEVEL
- 2020年6月17日「ミテルヨ」Spinna B-ILL & Home Grown  NEXT LEVEL
- 2021年3月24日「STAY LONGER」Spinna B-ILL & Kenji Jammer  AARON FIELD

### 映像作品
- 2005年「LIVE IN DUO」Spinna B-ill & the cavemans (Live DVD) AARON FIELD

## 関連作品
- 「音ノ降ル島 feat.Spinna B-ill」RYOtheSKYWALKER
- 「Roots feat.Spinna B-ill」 Miss Monday
- 「Soldiers feat.Spinna B-ILL 」lecca
- 「One Love」HOME GROWN, lecca, Spinna B-ILL, RUEED, I-VAN